# Патера Тупана
Патера Тупана (лат. Tupan Patera) — действующий вулкан на спутнике Юпитера Ио.
Диаметр кратера — 79 км, глубина — 900 метров. Центр расположен по координатам 18°41′ ю. ш. 218°51′ в. д. / 18,68° ю. ш. 218,85° в. д., на юго-западе области Босфор.
Получил имя Тупана — бога грома индейцев тупи-гуарани. Это название было утверждено Международным астрономическим союзом в 1997 году.
Продукт извержений — вулканическая лава со значительной примесью диоксида серы. Впервые сфотографирован аппаратами серии «Вояджер» в 1979 году.